# Święta zniesione
Święta zniesione – w Kościele katolickim uroczystości liturgiczne, które pomimo tego, iż na podstawie prawa kanonicznego należą do obowiązkowych, ich obchody w kościołach partykularnych zostały zniesione jako święta nakazane, lub przesunięte na inny dzień. Zniesienie świąt nakazanych może się odbyć jedynie za zgodą Stolicy Apostolskiej. Niedziela jako święto nakazane nie może być przez nikogo zniesiona.
W Kościele łacińskim zniesienie świąt następuje na wniosek Konferencji Episkopatu. Podstawę prawną zniesienia obchodów święta stanowi kan. 1246 § 2 KPK. Każdy biskup diecezjalny, jak również proboszcz przy zachowaniu innych decyzji swojego biskupa, ma prawo z powodu ważnych przyczyn incydentalnie udzielić dyspensy od zachowania święta nakazanego (kan. 1245).
W katolickich Kościołach wschodnich zniesienie świąt następuje na wniosek kompetentnej władzy poszczególnych Kościołów sui iuris, a podstawę prawną stanowi kan. 880 § 2 KKKW.
Prawo do korzystania z przywileju święta zniesionego przysługuje każdemu katolikowi przebywającemu na terytorium, dla którego został wydany dekret znoszący święto (kan. 12 § 2 KPK, kan. 1491 § 2 KKKW).

## Święta zniesione w diecezjach łacińskich na terytorium Polski
Dla diecezji polskich świętami zniesionymi są:
- uroczystość św. Józefa – 19 marca
- uroczystość Świętych Apostołów Piotra i Pawła – 29 czerwca
- uroczystość Niepokalanego Poczęcia Najświętszej Maryi Panny – 8 grudnia

nadto:
- uroczystość Wniebowstąpienia Pańskiego jest przeniesiona w obchodach na niedzielę następującą po niej (VII Niedziela Wielkanocna).